# Алуну
Алуну (рум. Alunu) — село у повіті Вилча в Румунії. Адміністративний центр комуни Алуну.
Село розташоване на відстані 190 км на захід від Бухареста, 44 км на захід від Римніку-Вилчі, 77 км на північ від Крайови.

## Населення
За даними перепису населення 2002 року у селі проживали 817 осіб, усі — румуни. Усі жителі села рідною мовою назвали румунську.